# Canon EOS 760D
Canon EOS 760D — цифровой зеркальный фотоаппарат начального уровня, анонсированный компанией Canon 6 февраля 2015 года. В Северной Америке фотоаппарат носит название EOS Rebel T6s, в Японии — Canon EOS 8000D.

## Описание
EOS 760d был представлен компанией Canon вместе с EOS 750D. Основные отличия:
- наличие жк-дисплея с подсветкой для вывода параметров съемки;
- возможность выбора покадровой автофокусировки;
- наличие следящего в live view автофокуса для фото и видео;
- съемка видео в режиме HDR;
- дополнительный диск управления;
- изменённый внешний вид некоторых кнопок и их расположение.